# 粟津温泉ドリームパーク
粟津温泉ドリームパーク（あわづおんせんドリームパーク）は、石川県小松市にあるサッカー競技場。施設は高藤建設工業株式会社が所有し、運営は株式会社ワンオールがおこなっている。

## 概要
2020年に整備が終了し、サッカー場としてオープン。現在はリリーウルフF石川がメイングラウンドとして利用しているが、一般利用も行っている。

## 第2グラウンド建設中
現在はサッカー場1面として稼働している粟津温泉ドリームパークだが、将来的には天然芝、人工芝の両ピッチを完備しサッカーコート4面とすることを目標としている。また、施設敷地内には、農園も設置することで、サッカーだけでなく、観光地しても人々が訪れる施設を目指す。
すでに第2グラウンド天然芝の芝植えは終了しており、今後サッカーができる環境への整備が行われていく。

## アクセス
自動車
- 国道8号「二ツ梨IC」から3分